# Огуръя
Огуръя (устар. Огур-Я) — река в Берёзовском районе Ханты-Мансийского автономного округа. Устье реки находится в 154 км по левому берегу реки Кемпаж. Длина реки 135 км. Площадь водосборного бассейна — 1580 км².
Высота устья — 23,7 м над уровнем моря. Высота истока — 113 м над уровнем моря.

## Притоки
- 19 км: Яныг-Тангыръя (лв)
- 24,2 км: река без названия (лв)
- 24,6 км: Таръя (пр)
- 61 км: Нулымъя (лв)
- 83 км: река без названия (пр)
- 93 км: Нангъя (лв)
- 104 км: река без названия (лв)
- 108 км: Яркоёль (пр)

## Данные водного реестра
По данным государственного водного реестра России относится к Нижнеобскому бассейновому округу, водохозяйственный участок реки — Северная Сосьва, речной подбассейн реки — Северная Сосьва. Речной бассейн реки — (Нижняя) Обь от впадения Иртыша.